# Racing de Madrid
A Racing de Madrid egykori spanyol labdarúgóklubot 1914-ben alapították, 1931-ben szűnt meg.

## Története
A Racing de Madrid 1914-ben jött létre két klub, a Cardenal Cisneros és a Regional egyesítésével. Az országos kiterjesztésű spanyol bajnokság létrejötte előtt a madridi bajnokságban, a Campeonato Centróban játszott, amelyet 1915-ben és 1919-ben meg is nyert.
1929-ben részt vett az abban az évben megalakult másodosztály küzdelmeiben, ám ott utolsó helyen végzett, és kiesett. 1931-ben megszűnt, utódja az AR Chamberí volt.